# Laufnitzgraben
Der Laufnitzgraben ist eine Ortschaft auf dem Gebiet der gleichnamigen Katastralgemeinde in der Stadtgemeinde Frohnleiten im österreichischen Bundesland Steiermark.
Der Laufnitzgraben zählt keine Bewohner auf einer Fläche von 1.582,82 ha, auch fließt der Laufnitzbach durch das Dorf.
Der Großteil des Gebiets besteht aus Wälder und Almen, welche zum Großteil der, in Frohnleiten ansässigen, Baronsfamilie Goëss-Saurau gehört. Bekannt ist der Laufnitzgraben vor allem durch die Wieser Alm, welche im Sommer immer viele Wanderer anzieht. Die Katastralgemeinde ist nur mit der gleichnamigen Schotterstraße mit Laufnitzdorf verbunden. Der Laufnitzgraben ist sieben Kilometer vom Ortszentrum Frohnleitens entfernt.

## Bevölkerung
Die Tabelle zeigt die Bevölkerungsveränderung der Ortschaft Laufnitzgraben.
| Ortschaft      | 15.05.2001 | 31.10.2011 | 01.01.2015 | 01.01.2018 |
| -------------- | ---------- | ---------- | ---------- | ---------- |
| Laufnitzgraben | 3          | 2          | 1          | 0          |